# Бернем-Он-Си
Бернем-он-Си (англ. Burnham-on-Sea) — курортный город и административный центр графства Сомерсет в Англии.

## История
Город расположен на северо-восточном побережье английского залива, на побережье северного моря.
Первые упоминания о поселении в этой местности относятся к XI веку в завещании короля Альфреда.
В XIX веке развитие железнодорожных сообщений способствовало превращению Бернем-он-Си в популярный курорт.

## Климат
Как и остальная часть Юго-Западной Англии, Бернхем имеет умеренный морской климат, который, как правило, более влажный и мягкий, чем остальная часть страны.
Частые осадки создают благоприятные условия для развития растительности и обеспечивает обилие зелени.